# Ciampino
Ciampino è un comune italiano di 38 916 abitanti della città metropolitana di Roma Capitale nel Lazio. Ciampino, fino al 1974 frazione del vicino comune di Marino, è situata nell'area metropolitana di Roma, strategicamente situata fra Roma e i Castelli Romani. Nel 2004 le è stato conferito il titolo di città.

## Geografia fisica

### Territorio
Il comune è situato alla sinistra del fosso Patatona. Il territorio comunale confina a nord e a ovest con Roma, a est con Grottaferrata e a sud con Marino. Di fatto, il comune è la "cerniera" tra la Capitale e i Castelli romani. Il territorio comunale è attraversato dalla Marrana dell'Acqua Mariana, un fosso che nasce nella zona di Marino e confluisce nel fiume Almone.
- Classificazione sismica: in base alla  Nuova Classificazione Sismica della Regione Lazio 2009 a cura dell'ENEA (PDF), su titano.sede.enea.it. URL consultato il 17 gennaio 2011 (archiviato dall'url originale il 18 novembre 2012) al territorio di Ciampino risulta assegnata la classe sismica 2B.[4] Tale valore è confermato anche dal Dipartimento della Protezione Civile Archiviato il 30 maggio 2015 in Archive.is. con la sua nuova classificazione del 2015 (vedi file excel "Classificazione sismica per i comuni italiani" ) Archiviato il 4 novembre 2017 in Internet Archive.

La classificazione rispetto al 2003 è cambiata molto ed in linea generale, per ottenere un maggiore dettaglio classificativo, le precedenti Zone Sismiche 2 e 3 sono state suddivise in 2 sub-zone ottenendo così un totale di 5 Zone Sismiche: Zona 1, Zona 2A e 2B, Zona 3A e 3B. Nella vecchia classificazione sismica dei Comuni italiani, a Ciampino era stata assegnata classe sismica 3, inferiore alla 2B attualmente in vigore.

### Clima
Il clima della città è fondamentalmente di tipo mediterraneo, ma non sono rare punte continentali, specialmente in inverno. Le stagioni autunnale e primaverile sono particolarmente piovose e con temperature miti.
Gli inverni, anch'essi caratterizzati da discreta piovosità, alternano periodi relativamente miti ad altri che presentano condizioni di freddo molto accentuate, specie in presenza di alta pressione con venti freddi orientali o settentrionali che uniti al fenomeno dell'inversione termica fanno spesso scendere le temperature sotto lo 0, con minime fino a −5 °C, e occasionalmente anche inferiori.
La neve è un fenomeno rarissimo: si tratta perlopiù di timidi rovesci di graupel o acquaneve.
L'estate è molto calda, umida e tendenzialmente siccitosa. In generale, il clima è spesso ventilato, con una prevalenza di venti settentrionali, come la tramontana e il grecale, e occidentali, come il maestrale, il libeccio e il ponentino, quest'ultimo così chiamato in quanto proveniente dalla zona di ponente ossia dalla vasta pianura dell'agro romano che si estende proprio davanti a Ciampino.
Le precipitazioni annuali oscillano intorno agli 800 mm trovandosi Ciampino ai piedi del versante nord dei Colli Albani dove si verifica il fenomeno detto stau, che consiste nella riduzione del vapore acqueo nelle nuvole a mano a mano che il terreno si alza. Perciò la piovosità maggiore si avrà sulle prime alture dei colli, rivolte verso il mare, verso sud sud-ovest, e la minore verso nord.
In estate, in condizioni di ondate di calore particolarmente intense, la temperatura può arrivare a toccare i 40 °C.
| Roma Ciampino                      | Mesi   | Mesi  | Mesi  | Mesi  | Mesi  | Mesi   | Mesi   | Mesi   | Mesi  | Mesi  | Mesi  | Mesi   | Stagioni | Stagioni | Stagioni | Stagioni | Anno  |
| Roma Ciampino                      | Gen    | Feb   | Mar   | Apr   | Mag   | Giu    | Lug    | Ago    | Set   | Ott   | Nov   | Dic    | Inv      | Pri      | Est      | Aut      | Anno  |
| ---------------------------------- | ------ | ----- | ----- | ----- | ----- | ------ | ------ | ------ | ----- | ----- | ----- | ------ | -------- | -------- | -------- | -------- | ----- |
| T. max. media (°C)                 | 12,5   | 13,4  | 16,7  | 19,1  | 24,4  | 28,7   | 31,1   | 28,8   | 25,6  | 19,8  | 14,3  | 12,2   | 12,7     | 20,1     | 29,5     | 19,9     | 20,6  |
| T. min. media (°C)                 | 2,7    | 3,5   | 5,0   | 7,5   | 11,1  | 14,7   | 17,4   | 17,5   | 14,8  | 10,8  | 6,8   | 3,9    | 3,4      | 7,9      | 16,5     | 10,8     | 9,6   |
| Giorni di gelo (Tmin ≤ 0 °C)       | 8      | 6     | 3     | 0     | 0     | 0      | 0      | 0      | 0     | 0     | 1     | 5      | 19       | 3        | 0        | 1        | 23    |
| Precipitazioni (mm)                | 102,6  | 98,5  | 67,5  | 65,4  | 48,2  | 34,4   | 22,9   | 32,8   | 68,1  | 93,7  | 129,6 | 111,0  | 312,1    | 181,1    | 90,1     | 291,4    | 874,7 |
| Giorni di pioggia                  | 9      | 9     | 9     | 9     | 6     | 4      | 2      | 3      | 6     | 8     | 11    | 10     | 28       | 24       | 9        | 25       | 86    |
| Umidità relativa media (%)         | 77     | 75    | 72    | 73    | 71    | 68     | 67     | 66     | 69    | 74    | 78    | 78     | 76,7     | 72       | 67       | 73,7     | 72,3  |
| Eliofania assoluta (ore al giorno) | 3,9    | 4,7   | 5,4   | 6,7   | 8,5   | 9,5    | 10,7   | 9,6    | 7,9   | 6,3   | 4,3   | 3,6    | 4,1      | 6,9      | 9,9      | 6,2      | 6,8   |
| Vento (direzione-m/s)              | NE 4,2 | S 4,4 | S 4,4 | S 4,3 | S 4,0 | SW 4,0 | SW 4,1 | SW 4,0 | S 3,9 | S 3,9 | S 4,3 | NE 4,3 | 4,3      | 4,2      | 4,0      | 4,0      | 4,1   |

- Classificazione climatica: zona D, 1582 GR/G
- Diffusività atmosferica: media

## Storia
Il territorio di Ciampino è adiacente all'antica Via Appia, ed era, in età romana, sede di fattorie e ville rustiche, la più famosa delle quali è quella di Quinto Voconio Pollione risalente al II secolo d.C.
Ciampino deve il suo nome a Giovanni Giustino Ciampini, un prelato della curia pontificia, scienziato e archeologo nato a Roma nel 1633 e morto nel 1698.
Proprietario di un casale in località Ad Decimum ai piedi dei Castelli Romani, alla sua morte sulle mappe catastali viene indicato come Il casale di Ciampino e il vasto territorio agricolo nei suoi pressi viene indicato con il nome di Vigna Ciampini.
Nel corso dei secoli non vi sono avvenimenti di rilievo, e il territorio rimase sostanzialmente sede di piccoli casali. Il primo segnale di rilievo è stata la costruzione nel 1856 della ferrovia Roma-Frascati e la conseguente creazione di una galleria che prende il nome di Galleria di Ciampino.
Il 29 ottobre 1910 viene fondata la Società Anonima Cooperativa Colli Parioli che acquista dei terreni appartenenti ai Colonna e da destinare ai suoi soci per dar vita a un primo progetto di città. Si opta per una soluzione di Città giardino e viene stilato un Piano Regolatore.
Nel 1916 si costruisce una stazione dei Carabinieri e una base militare che viene intitolata all'appena scomparso pilota di aerostati Giovan Battista Pastine adatta ad accogliere le aeronavi della Regia Marina.
Nel 1922 comincia la costruzione di un edificio casa religiosa (IGDO) per l'accoglienza delle Ancelle del Sacro Cuore con annesso collegio e nel 1925 viene eretta la parrocchia del Sacro Cuore di Gesù che sarà patrono della città.
Intanto prosegue lo sviluppo dell'aeroporto militare che viene diviso in due per accogliere, oltre ai dirigibili, anche gli aeroplani. Da questo scalo il giorno 10 aprile 1926 avviene il decollo del dirigibile Norge di Umberto Nobile. Successivamente nel 1928 partirà per far scalo a Milano la sfortunata missione verso il polo nord del dirigibile Italia.
Nel 1931 gli abitanti a Ciampino sono appena 2 584.
Nel 1938 viene costruita in pieno centro cittadino la distilleria ed enopolio dei Castelli Romani, un progetto che decreta la fine del sogno della città giardino.
Durante la Seconda guerra mondiale, Ciampino subisce gravi bombardamenti a causa delle vicinanze con l'aeroporto. Sia l'IGDO sia la distilleria verranno gravemente danneggiati. Al termine del conflitto il collegio porterà (e porta tuttora) i segni e le rovine di una guerra drammatica.
Il dopoguerra segna la lenta rinascita della città. L'attività della distilleria riprende e si costituisce la Cantina Sociale Cooperativa di Marino. L'aeroporto comincia a essere utilizzato anche per scopi civili oltre che militari, grazie alla creazione della Ali Flotte Riunite con rotte Roma-New York, Roma-Londra e altre rotte internazionali.
Siamo nel 1951 e Ciampino conta 5 510 abitanti, ma già nel 1961 essi sono passati a 12 277.
Sono proprio gli anni sessanta che porteranno grandi cambiamenti. Il progetto di "Città Giardino" è ormai dimenticato, sono gli anni del boom edilizio e le nuove costruzioni si moltiplicano e non sempre fanno bella mostra di sé. La città prende forma priva di un progetto razionale e soprattutto di infrastrutture e servizi.
Sono anche anni di crescita demografica e culturale e a poco a poco nascono idee e comitati.
Aumentano così le scuole e le associazioni, che favoriscono un clima propizio alla volontà di creare un proprio comune. Ciampino infatti è ancora frazione di Marino.
Si costituisce un comitato politico per l'autonomia del comune nel 1972 che porta avanti numerose iniziative in tal proposito.
La Legge Regionale nº 69 del 25 settembre 1974 sancisce che Ciampino è divenuto l'8 064º Comune d'Italia. Il giorno (18 dicembre 1974) è il giorno riconosciuto della nascita del nuovo comune e sei mesi dopo viene eletto il primo sindaco di Ciampino Felice Armati a cui viene intitolato nel 2005 il Piazzale del comune.

### Simboli
La descrizione araldica dello stemma della Città di Ciampino, concesso con decreto del presidente della Repubblica del 21 aprile 1980, è:
Le sei frecce d’argento nello scudo vogliono simboleggiare il volo degli aeroplani dato dalla presenza dell'aeroporto, i grappoli d'uva ricordano l'importanza della produzione vinicola.
Lo stemma è stato recentemente aggiornato, adeguando gli ornamenti esteriori alla concessione del titolo di Città.

## Monumenti e luoghi d'interesse

### Architetture religiose
- Chiesa del Sacro Cuore di Gesù
- Chiesa di San Giovanni Battista
- Chiesa della Beata Maria Vergine del Rosario
- Chiesa di Gesù Divino Operaio
- Chiesa di San Luigi Gonzaga
- Istituto Padri Carmelitani "Il Carmelo"

### Architetture civili
- Il volo della Cariatide, fontana monumentale in via 4 novembre, opera del maestro Paolo Mayol
- Monumento ai caduti, sito in piazza della Pace, dedicato alla memoria dei caduti di Ciampino nelle guerre, opera del Maestro Arturo Consalvo
- Opere d'arte collocate permanentemente nella Sala Consiliare in occasione del Giorno Internazionale della Pace:
  - 2004 - Oriente ed Occidente, bassorilievo bronzeo di Paolo Mayol.
  - 2005 - Resurrection Day, scultura di Silvio D'Amelio.
  - 2006 - Un abbraccio per la pace, scultura in marmo di Carrara di Stefano Piali.
  - 2007 - Omaggio a Michelangelo, scultura in bronzo di Rossian
  - 2008 - Giustizia e perdono per la pace, bassorilievo bronzeo di Laura Andreuzzi
- Villa Maruffi
- Villa di Quinto Voconio Pollione

### Architetture militari
- Torre di Messerpaoli
- Torre dell'Acqua Sotterra
- Mola Cavona

### Siti archeologici
La vicinanza di Roma e la presenza nel territorio di ville di epoca romana ha reso possibile il ritrovamento nel corso del XIX secolo di importanti reperti archeologici nel territorio di Ciampino.
Nel 1880 durante i lavori per la realizzazione di una linea ferroviaria, venne alla luce la villa di Quinto Voconio Pollione. In questo grande fabbricato a pianta rettangolare furono ritrovate sculture, tavole iliache e altro.
Tra le sculture è da citare l'Apollo citaredo, ottimamente conservato e ora nei Musei Vaticani, l'Apollo Pithios esposto nelle scalinate di Palazzo Valentini, un Eroe, un Marsia, una Vestale, capitelli corinzi e infine delle tavole iliache, bassorilievi rappresentanti poemi omerici ora conservati nei Musei capitolini a Roma.
In altri punti del territorio sono stati inoltre scoperti sarcofagi, rilievi in marmo, statue e monete varie, un edificio medievale con un'ara di peperino, resti di ville, tombe a capanna lucerne e frammenti di sculture.
Molto famoso poi è l'Apoteosi di Omero, un prezioso ex voto in marmo ritrovato sull'Appia Antica nel 1805 e ora esposto al British Museum di Londra.
In quel periodo, però, molti ritrovamenti sono andati perduti o sono stati venduti, cosicché Ciampino non ospita praticamente nessuno di quei tesori ritrovati, che sono ora nei tanti musei di Roma, al Vaticano, a Londra, oppure mostrati in bella vista nei palazzi d'epoca o in alcuni casi sparsi per il mondo e sconosciuti a tutti.
Negli scorsi anni l'Assessorato al Patrimonio del comune ha richiesto la restituzione dei reperti ritrovati nel proprio territorio ai vari enti preposti, con l'intenzione di riportare e riunire tutti questi capolavori in un unico museo di Ciampino.

#### Muro dei Francesi
Recentemente, nel corso dei lavori di realizzazione del sottopasso alla linea ferroviaria Roma-Albano, sono venuti alla luce importanti ritrovamenti archeologici riconducibili alla villa del console Marco Valerio Messalla Corvino, braccio destro di Ottaviano Augusto e amico di Ovidio. Tra i reperti spiccano le statue dei Niobidi, protagonisti del mito che ispirò le Metamorfosi di Ovidio.
La villa del console Messalla fa parte di un sito archeologico di interesse mondiale noto come Muro dei Francesi, che nel 2014 è stato riconosciuto patrimonio culturale d'interesse mondiale dal World Monuments Fund definendolo "un gioiello poco conosciuto e ricco di storia nei pressi della città di Ciampino, alla periferia di Roma". Il sito prende il suo nome da una battaglia storica che ebbe luogo nel 1379 quando il condottiero Alberico da Barbiano in supporto al Papa Urbano VI sconfisse le truppe francesi sotto il comando dell'Antipapa Clemente VII, provocatore dello Scisma d'Occidente. Nel diciassettesimo secolo una tenuta fu costruita sul sito dalla famiglia Colonna. Un famoso portale barocco progettato dall'architetto Girolamo Rainaldi sopravvisse fino al 2011 quando collassò per cause strutturali.

### Aree naturali
- Parco regionale dell'Appia antica

## Società

### Evoluzione demografica
Abitanti censiti

### Etnie e minoranze straniere
Secondo i dati ISTAT al 31 dicembre 2010 la popolazione straniera residente era di 2 241 persone. La nazionalità maggiormente rappresentata in base alla sua percentuale sul totale della popolazione residente era:
Romania 1 111 – 3,11%

### Lingue e dialetti
I cittadini di Ciampino parlano prevalentemente il dialetto romanesco, con qualche influenza del vicino dialetto marinese. La composizione eterogenea delle prime famiglie vissute a Ciampino, provenienti da varie regioni italiane, ha fatto sì che siano presenti tutt'oggi vari dialetti del Paese.

### Religione
La religione più diffusa è il Cristianesimo, nella confessione cattolica. Il territorio comunale conta cinque parrocchie. Ciampino fa parte della Diocesi di Albano.

### Tradizioni e folclore
- Festa Patronale del Sacro Cuore di Gesù, il venerdì della terza settimana dopo Pentecoste.
- Festa della Beata Maria Vergine del Rosario, il terzo fine settimana di maggio.
- Festa di San Giovanni Battista, fine settimana più vicino al 24 giugno.[10]
- Festa del Cipollaro, quartiere a sud di Ciampino, ogni prima settimana di settembre.
- Giorno Internazionale della Pace, celebrato con la posa di un'opera monumentale presso la Sala Consiliare ogni 21 settembre.

### Qualità della vita
- Comune Riciclone 2011 – Comuni Ricicloni per il legno: un importante riconoscimento che premia Ciampino come primo comune del centro Italia per il riciclo del legno[11].

## Cultura

### Istruzione
- Liceo scientifico statale Vito Volterra, intitolato al celebre matematico;
- Istituto Tecnico Commerciale Michele Amari.

#### Biblioteche
Biblioteca comunale intitolata a Pier Paolo Pasolini, in onore al grande scrittore che insegnò materie letterarie nella scuola privata “Francesco Petrarca“ di Ciampino dal dicembre del 1951 alla fine del 1954. In quel periodo scrisse “Ragazzi di vita” e con i suoi alunni visitò più volte l'ex collegio del Sacro Cuore, bombardato durante la Seconda Guerra Mondiale. Inaugurata nel 1997, dispone di oltre 32 000 titoli tra libri, dvd e riviste. Da gennaio 1998 entra nel Consorzio SBCR, allargando i suoi servizi a tutta la rete delle biblioteche castellane.

### Media
Il Comune di Ciampino, assessorato alla comunicazione, ha aperto nel 2007 una web TV su YouTube, all'interno del quale vengono caricati i video dell'Amministrazione comunale e tutti i video inerenti alla città.

#### Stampa
Dal 2001 è attivo il mensile di informazione cittadina "Ciampino in Comune", curato dall'Amministrazione Comunale. Nel 2005 il mensile ha cambiato titolo in "Comune informa".
Dagli anni sessanta è attivo un mensile privato, "Anni Nuovi".
Fra i quotidiani a pagamento il più diffuso è "il Messaggero" con l'inserto "Area Metropolitana". Anche altri importanti quotidiani dedicano pagine a Ciampino e ai comuni della Provincia di Roma, come "Il Tempo", "La Repubblica" e il "Corriere della Sera".
Tra i quotidiani a distribuzione gratuita c'è "Cinque Giorni", free press di Roma e provincia e "Il Caffè dei Castelli".

#### Radio
Dal dicembre 2009 è attiva la prima Radio di Ciampino,  Radio Hit Planet , su radiohitplanet.it edita dalla Samar editoriale con il contributo del Comune di Ciampino e della Provincia di Roma.
Radio Hit Planet è fruibile via web, sul sito della radio e sul sito del Comune di Ciampino, oltre che nei principali luoghi pubblici della Città. Attiva 24 ore su 24, manda in onda i grandi successi musicali, le hit del momento e i notiziari di Ciampino e della Provincia.

#### Televisione
L'Amministrazione comunale ha attivato due pagine del Televideo Rai (pagina 665 e 666 del Televideo di Rai3 regionale) e molteplici altri strumenti di informazione e dialogo con il cittadino, come webradio, forum, newsletter e questionari.
Recentemente è stata attivata, in via sperimentale, la web-tv comunale, fruibile attraverso il sito del comune.

### Arte
Ciampino risente molto della vicinanza di un'importante città come Roma e non sempre positivamente. Se tale vicinanza infatti crea innumerevoli occasioni commerciali e lavorative, dall'altro lato è anche un forte polo attrattivo in termini di arte, cultura e intrattenimento, tanto da rendere i paesi adiacenti, sotto questo punto di vista, dei satelliti in cui una propria identità fa più fatica a emergere.
Negli ultimi anni le iniziative sono cresciute e Ciampino lentamente si è dotata di nuove strutture e di una sua identità culturale sempre maggiore:
Nel 1997 è stata inaugurata la Biblioteca Comunale Pier Paolo Pasolini dotata di oltre 13 000 volumi.
Il 1999 vede l'inaugurazione della Galleria Comunale d'Arte Contemporanea d'AC sede di mostre di grande interesse.
Nel 2000 è stato inaugurato l'Ostello della Gioventù capace di 84 posti letto e dotato di mensa e area conferenze.
Dal 2002 è attivo il "Centro Culturale per le Arti Applicate e il Territorio" presso il Casale dei Monaci, laboratorio di molte iniziative culturali.

### Teatro
È in costruzione il teatro comunale di Ciampino, che sorgerà al posto dell'attuale Sala Convegni al termine dei lavori di ristrutturazione dell'ex-cantina sociale.

### Cinema
Ogni anno, d'estate, si svolge la rassegna cinematografica "Cinestate" presso il Parco "Aldo Moro".

## Geografia antropica

### Urbanistica
A partire dalla seconda metà degli anni novanta, Ciampino ha conosciuto un periodo di importante sviluppo urbanistico e di servizi, con la costruzione del municipio, della biblioteca comunale, il rifacimento della piazza principale (Piazza della Pace) e delle principali arterie stradali (Grande Raccordo Anulare, via dei Laghi e via Appia), la nascita del centro culturale, della Galleria d'arte comunale, nuovi parchi pubblici, il potenziamento della stazione ferroviaria (ora la seconda della Regione Lazio per importanza).
Sono stati inoltre decisamente ampliati gli spazi verdi, con il raddoppio del parco cittadino, il "Parco Aldo Moro" e la creazione e ristrutturazione di altri parchi nei vari quartieri dotandoli di servizi e infrastrutture sportive e ricreative. In alcuni quartieri, alla realizzazione o ristrutturazione dei parchi si è abbinata la nascita di comitati di quartiere che hanno in gestione le infrastrutture sportive realizzate.
La città di Ciampino riveste un'importanza strategica per la sua funzione di "cuscinetto" tra la Capitale e i Castelli Romani, sia per mezzo della ferrovia, sia per le principali arterie stradali e autostradali.
Ciampino ebbe un tumultuoso sviluppo nel corso degli anni '60 e '70, durante i quali triplicò il numero dei suoi abitanti. Anche per via di questo notevole incremento demografico, ottenne nel 1974 l'autonomia dal comune di Marino, del quale fino a quell'anno era stato una frazione. Ciampino è oggi una delle città con la più alta densità abitativa d'Italia. Questo enorme sviluppo è, però, alla base di vari problemi. Ciampino è crocevia di ben quattro importanti destinazioni ferroviarie che uniscono i Castelli Romani e la Provincia di Frosinone a Roma. Molti dei disagi sono creati dalla chiusura dei passaggi a livello, infrastrutture inadeguate e soprattutto dal passaggio dei molti pendolari dei comuni adiacenti che attraversano le strade della città per recarsi alle grandi arterie di collegamento come il Grande Raccordo Anulare.
A molti di questi disagi l'amministrazione comunale ha iniziato a porre rimedio con importanti progetti, come il sottopasso dell'Acqua Acetosa, che – inaugurato nel dicembre 2010 – ha eliminato i due passaggi a livello di Sassone e Acqua Acetosa sulla via dei Laghi, principale arteria di collegamento tra Roma e i Castelli romani.

## Economia
A Ciampino è molto sviluppato il settore dei servizi e del commercio al dettaglio. . Tutti i mercoledì dell'anno si svolge nel quartiere denominato "167" un importante mercato settimanale, a cui partecipano 200 espositori dei settori alimentare, abbigliamento, utensili e altro.

## Infrastrutture e trasporti

### Strade
Ciampino è attraversato dalla Strada Statale 7 "Via Appia" e dalla Strada Provinciale 511 "Via Anagnina"; nel suo territorio inoltre ha origine la strada provinciale 217 "Via dei Laghi", che giunge fino a Velletri dopo aver attraversato, oltre a Ciampino, i territori dei comuni di Marino, Castel Gandolfo, Rocca di Papa e Nemi. Rientrano nel comune di Ciampino anche altri tratti stradali tra i quali la strada provinciale 73/a Marino-Frattocchie e la strada provinciale 77/b "Pedemontana dei Castelli", antica via di transumanza tra i Monti Tiburtini e il mare, che oggi collega trasversalmente la strada statale 6 "Casilina" con la strada statale 7 "Appia".
A poche centinaia di metri dal confine di Ciampino insiste un tratto del Grande Raccordo Anulare di Roma, compreso tra l'uscita 22 Gregna Sant'Andrea e l'uscita 23 Appia.

### Ferrovie
- Ferrovia Roma-Napoli (via Cassino)

la stazione di Ciampino, la cui importanza è la terza del Lazio dopo Roma Termini e Roma Tiburtina, è il punto di incontro delle linee ferroviarie FL4 (per/da Frascati, Albano Laziale e Velletri) e FL6 (per/da Caserta via Colleferro, Frosinone e Cassino), che condividono poi lo stesso percorso fino a Roma.
- Ferrovia Roma-Albano

rientrano nel territorio comunale le stazioni di Acqua Acetosa, Sassone e Pantanella, anche se quest'ultima, pur rientrando nel comune di Ciampino, è considerata una stazione di Marino, in quanto molto più vicina a quest'ultimo e pertanto, utilizzata come punto di fermata di quest'ultimo comune.
- Ferrovia Roma-Velletri

rientra nel territorio comunale la stazione di Casabianca.
- Ferrovia Roma-Frascati

linea diretta, senza fermate intermedie, che collega le due città. In precedenza vi era anche una fermata, Galleria di Ciampino, che affiancava la stazione principale nel servizio ferroviario.

### Aeroporti
Pur non ospitando materialmente nel proprio territorio l'Aeroporto Internazionale Giovan Battista Pastine, che è situato per i ¾ nel territorio del comune di Roma, Ciampino dà il nome all'aeroporto stesso, gestito per la parte commerciale dalla società Aeroporti di Roma S.p.A. e per la parte militare dall'Aeronautica Militare, 31º stormo. Presso l'aeroporto sono dislocati il Centro Regionale di Assistenza al Volo (CRAV) e un impianto dell'ENAV responsabile dello spazio aereo della FIR di Roma.

### Mobilità urbana ed extra urbana
I collegamenti extra-urbani sono assicurati dalla COTRAL, con corse per Marino e per il capolinea della Metro A di Roma Anagnina, mentre il servizio di trasporto pubblico urbano, gestito dalla società Schiaffini Travel, dispone di sei linee, di cui quattro urbane (1a, 1b, 2 e 3), mentre altre due linee si spingono oltre i confini comunali (linee operate dall'Atral gruppo COTRAL): la prima collega la Metro Anagnina con Ciampino Aeroporto, con varie corse, alcune dirette e altre che prevedono il transito alla stazione ferroviaria (linea 4); mentre la seconda collega la stazione ferroviaria con il Policlinico e le facoltà universitarie di Tor Vergata (linea 5).
Per i collegamenti con Roma, il comune dispone anche della linea ATAC 515, che consente un collegamento diretto ad alta frequenza tra la stazione ferroviaria di Ciampino e la stazione Anagnina della metro A.

### Collegamento metropolitano
All'incontro tra Roma Capitale e comuni confinanti della zona sud della provincia, in data 22 maggio 2014, l'assessore ai trasporti capitolino Guido Improta è giunto con la collaborazione del sindaco di Ciampino Carlo Verini alla conclusione degli accordi per la diramazione di un sistema metropolitano leggero tra l'attuale capolinea di Anagnina e la stazione FS di CIampino. Il prolungamento di 6,5 km prevede la fermata Aeroporto nella zona est della città, oltre a un deposito secondario per le vetture (ricavato dalla zona industriale dismessa sotto il GRA) di ridotte dimensioni rispetto a quello ancora in uso nei pressi di Osteria del Curato.

## Amministrazione
| Periodo | Periodo   | Primo cittadino              | Partito                                                    | Carica                  | Note |
| ------- | --------- | ---------------------------- | ---------------------------------------------------------- | ----------------------- | ---- |
| 1974    | 1975      | dott. Elio Priore            |                                                            | Commissario prefettizio |      |
| 1975    | 1978      | Felice Armati                | Partito Comunista Italiano                                 | Sindaco                 |      |
| 1978    | 1978      | Antonio Capanna              | Partito Socialista Democratico Italiano                    | Sindaco                 |      |
| 1978    | 1980      | Sebastiano Montali           | Partito Socialista Italiano                                | Sindaco                 |      |
| 1980    | 1989      | Giovanni Venditti            | Partito Socialista Italiano                                | Sindaco                 |      |
| 1989    | 1991      | Antonio Rugghia              | Partito Comunista Italiano                                 | Sindaco                 |      |
| 1991    | 1993      | Paolo Pietrantonio           | Democrazia Cristiana                                       | Sindaco                 |      |
| 1993    | 1994      | dott. Salvatore Di Coste     |                                                            | Commissario prefettizio |      |
| 1994    | 2001      | Antonio Rugghia              | Partito Democratico della Sinistra Democratici di Sinistra | Sindaco                 |      |
| 2001    | 2001      | dott. Rocco Domenico Galati  |                                                            | Commissario prefettizio |      |
| 2001    | 2011      | Walter Enrico Perandini      | Democratici di Sinistra Partito Democratico                | Sindaco                 |      |
| 2011    | 2013      | Simone Lupi                  | Partito Democratico                                        | Sindaco                 |      |
| 2013    | 2014      | Carlo Verini                 | Partito Democratico                                        | Vice sindaco f.f.       |      |
| 2014    | 2018      | Giovanni Terzulli            | Partito Democratico                                        | Sindaco                 |      |
| 2018    | 2019      | dott.ssa Raffaela Moscarella |                                                            | Commissario prefettizio |      |
| 2019    | 2021      | Daniela Ballico              | Fratelli d'Italia                                          | Sindaco                 |      |
| 2022    | in carica | Emanuela Colella             | Partito Democratico                                        | Sindaco                 |      |

## Sport

### Atletica leggera
- Bianco Moda Sport Ciampino ASD[15]
- ASD Runners Ciampino[15]
- Podistica Ciampino [15]

### Calcio
- Le squadre della città sono due: la storica Polisportiva Ciampino 1984 e la Polisportiva Dilettantistica Città di Ciampino 2000, entrambe hanno militato nell'Eccellenza laziale, invece la Polisportiva Dilettantistica Città di Ciampino 2000 ha tra i traguardi anche una stagione in serie D. In questo momento sono attive solo con il settore giovanile e scolastico con la scuola calcio ELITE per la Polisportiva Dilettantistica Città di Ciampino 2000.
- F.I.G.C. – A.I.A. – Sezione Arbitri di Ciampino nata nel 1973 conta circa 200 associati, effettua corsi per diventare arbitro di calcio.

### Calcio a 5
- Ciampino Aniene Anni Nuovi, che nel 2023-24 milita nel campionato maschile di serie A
- Real Ciampino Academy, che nel 2023-24 milita nel campionato maschile di serie B
- ASD Virtus Ciampino, che nel 2019-20 milita nel campionato femminile di serie A2[16]

### Pallacanestro
- Frassati Ciampino che, nel campionato 2019-2020, milita nel campionato maschile di Serie C Gold[17]
- Nova Basket Ciampino che, nel campionato 2019-2020, milita nel campionato maschile di Serie C Silver[17]
- Sant'Anna Morena Basket che nel 2019-2020 milita nel campionato maschile di Serie D[17]

### Pallavolo
- L'U.S. Pallavolo Ciampino nella stagione 2011/2012 gioca in serie C femminile e accede ai play off di promozione in serie B2. Nella stagione 2011/2012 la squadra maschile milita in 1ª divisione.[18]

### Tiro con l'arco
- L'ASD Arcieri del Falco è stata fondata nel 1992 da un gruppo di cultori di questa disciplina sportiva. Vanta moltissimi titoli regionali nelle varie categorie e specialità di tiro. Nel 2002 è stata insignita della Stella di bronzo al merito per aver conseguito il suo 5º titolo nazionale. Attualmente svolge la sua attività sportiva nel Campo di tiro in via del Sassone che è uno dei più belli e grandi del Lazio.[19]

### Tennis
Il Tennis Club Vigna Fiorita circolo associato alla Federazione Italiana Tennis. Ospita ogni anno a settembre, dal 2000, il Torneo Internazionale Femminile di Tennis "Città di Ciampino" con montepremi di 10000 $ del circuito ITF.

### Floorball
Floorball Ciampino presso la palestra della scuola media statale U. Nobile

### Rugby
Ciampino Rugby Old La prima Società di Rugby e Touch Rugby di Ciampino per categorie e tesserati FIR. Copre le categorie Under 5, 7, 9, 11, 13, 15 e categoria Rugby Old e Touch Rugby per gli over 18.  Aperta ogni sabato pomeriggio presso lo Stadio “Arnaldo Fuso”, ha avviato per prima in Italia la formula Rugby Gratis per tutti, consentendo l’accesso gratuito al Rugby per i bambini di ogni fascia di reddito il primo anno.
Ciampino Rugby Club categorie U6 U8 U10 U12 U14 presso lo Stadio "Arnaldo Fuso".

### Tennistavolo
L'Associazione Sportiva Dilettantistica Futura 94, fondata nel 1994, nella stagione 2024-25 milita in serie C2.

### Impianti sportivi
- Stadio comunale dirugby, calcio, atletica leggera e calcio a 5 "Arnaldo Fuso", via Cagliari;
- Stadio comunale di calcio "Superga", via Superga;
- Palazzetto dello Sport comunale "Francesco Tarquini", via Mura dei Francesi;
- Palazzetto del basket comunale, via Gorizia;
- Stadio di tiro con l'arco comunale, via del Sassone;
- Bocciodromo comunale, via Pirzio Biroli;